# SC Austria Lustenau
Maillots
Le SC Austria Lustenau est un club de football autrichien basé à Lustenau.
Le club joue depuis les années 1950 au Reichshofstadion, mais pour cause de rénovation obligatoire, doit jouer de 2023 à 2025 au Casino-Stadion de Bregenz.

## Historique
- 1914 : Fondation du club
- 1997 : Champion de deuxième division et montée en Bundesliga
- 2000 : Relégation en deuxième division
- 2011 : Finaliste de la Coupe d'Autriche, défaite contre le SV Ried, 0 - 2
- 2019 : Alliance avec le club français du Clermont Foot 63[2]
- 2020 : Finaliste de la Coupe d'Autriche, défaite contre le RB Salzbourg, 0 - 5
- 2022 : Champion de deuxième division et montée en première division après 22 années d'absence

## Palmarès
- Coupe d'Autriche
  - Finaliste : 2011 et 2020

- Championnat d'Autriche de deuxième division
  - Champion : 1997, 2022